# Arthur Meulemans

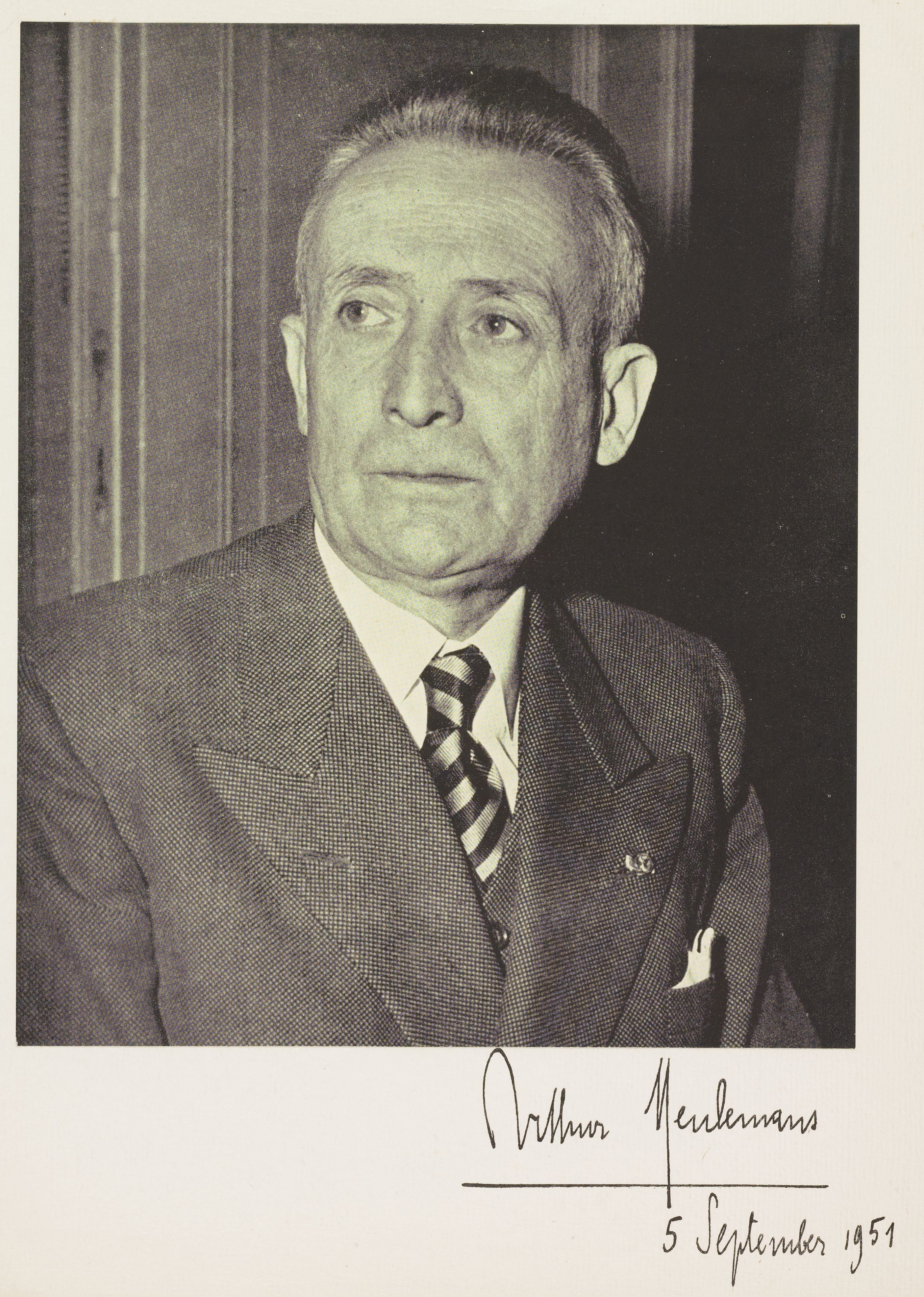
Arthur Meulemans

Arthur Meulemans (* 19. Mai 1884 in Aarschot; † 29. Juni 1966 in Brüssel) war ein belgischer Komponist und Dirigent. 

## Leben
Meulemans Vater war Handwerker und zugleich Musikliebhaber, der selbst Tanzmusik komponierte. Der junge Arthur Meulemans bekam ersten Musikunterricht von seinem Vater und einem Onkel und begann im Alter von 16 Jahren ein Studium am Lemmens-Institut in Mechelen. Dort erhielt er Orgelunterricht bei Oscar Depuydt, in Kontrapunkt und Komposition unterrichtete ihn der Konservatoriumsdirektor Edgar Tinel und in Harmonielehre Aloys Desmet. Nach dem Examen 1906 unterrichtete Meulemans dann zunächst selbst Harmonielehre am Kirchenmusikinstitut in Mechelen, ging 1914 an das Koninklijke Atheneum in Tongern und gründete 1917 die Limburger Orgel- und Singschule in Hasselt, deren Direktor er bis 1930 blieb. 1930 wurde er Dirigent des Belgischen Rundfunkorchesters in Brüssel. 1942 legte er diesen Posten nieder, um sich ganz der Komposition zu widmen. 1954 wurde er Präsident der Koninklije Vlaamse Academie.

## Werk
Mit über 350 Werken zählt Meulemans nicht nur qualitativ, sondern auch quantitativ zu den herausragenden belgischen Komponisten der ersten Hälfte des 20. Jahrhunderts. Stilistisch ist er deutlich vom französischen Impressionismus, insbesondere von Debussy, geprägt. In der belgischen Musikgeschichte steht er zwischen den Spätromantikern Peter Benoit und Edgar Tinel mit deren Nachfolgern, und August Baeyens, der sich als erster vollends zeitgenössischen Strömungen öffnete. Meulemans Orchestersatz ist dicht, jedoch farbig. Seine Musik zeigt durchaus harmonische Schärfen, verlässt aber den Rahmen der Tonalität nicht. Ein Großteil seiner Kompositionen besitzt deskriptiv-programmatischen Charakter, oft mit Bezug auf seine flämische Heimat. 
Etwa ein Drittel der Kompositionen Meulemans’ ist Orchestermusik, die überwiegend zwischen 1930 und 1942 (also seiner Zeit als Dirigent des Belgischen Rundfunkorchesters) entstand. Darunter sind 15 Sinfonien, die vielfach Beinamen tragen (z. B. Nr. 3 Dennensinfonie, Nr. 6 Meeressinfonie, Nr. 7 Zwaneven, eine Heidesinfonie, Nr. 8 Herbstsinfonie, Nr. 10 Psalmensinfonie mit Chor, Nr. 13 Rembrandtsinfonie). Hinzu kommen über 40 konzertante Werke für Klavier, Orgel und fast alle Instrumente des Sinfonieorchesters (ausgenommen Tuba und Kontrabass), ferner unter anderem Ouvertüren, sinfonische Dichtungen (z. B. Plinius’ Fontein, 1913) und Variationen. Zu nennen sind außerdem 3 Opern (De Vikings, 1919, Adriaan Brouwer, 1925, Egmont, 1944), Oratorien (z. B. Sacrum Mysterium, 1917), 10 Messen, Lieder, Chöre und Kammermusik.